# Johann Andreas Murray
Johan Andreas (Anders) Murray, född 27 januari 1740 i Stockholm, död 22 maj 1791 i Göttingen, var en tysk-svensk läkare och botaniker, son till Andreas Murray, bror till Gustaf och Adolph Murray.

## Biografi
Murray studerade 1756–59 i Uppsala, där i synnerhet Carl von Linnés undervisning blev av avgörande betydelse för hans framtid. År 1760 begav han sig till Göttingen, där han 1763 blev medicine doktor samt 1764 extra ordinarie och 1769 ordinarie professor och föreståndare för botaniska trädgården.
Murray var en framstående farmakolog och botaniker. Hans arbete Apparatus medicaminum tam simplicium quam præparatorum et compositorum (1776-92; sex band, av vilka det sista utkom först efter hans död) är en fullständig sammanställning av allt, som hänför sig till vegetabiliska läkemedel. 
Dessutom utgav han i tysk översättning åtskilliga skrifter av svenska läkare samt den botaniska delen i 13:e upplagan av Linnés "Systema naturæ" under titeln "Systema vegetabilium" (1774). Han invaldes 1768 som utländsk ledamot av Vetenskapsakademien i Stockholm. Auktorsnamnet Murray kan användas för Johann Andreas Murray i samband med ett vetenskapligt namn inom botaniken; se Wikipediaartiklar som länkar till auktorsnamnet.